# Ana Cláudia Lemos
Ana Cláudia Lemos da Silva (ur. 6 listopada 1988 w Jaguaretamie) – brazylijska lekkoatletka specjalizująca się w biegach sprinterskich. Wielokrotna mistrzyni i rekordzistka Ameryki Południowej.
Jako juniorka odnosiła sukcesy na juniorskich mistrzostwach kontynentu. W 2008 sięgnęła po złoto i srebro na młodzieżowym czempionacie Ameryki Południowej oraz zdobyła srebrny medal mistrzostw ibero-amerykańskich w Iquique. Dwa lata później ponownie wystąpiła na obu tych imprezach, zdobywając łącznie cztery złote i jeden srebrny medal. 
Wiele sukcesów przyniósł jej rok 2011 – na początku czerwca została mistrzynią Ameryki Południowej na dystansach 100 i 200 metrów oraz zdobyła srebro w sztafecie 4 × 100 metrów. Niespełna trzy tygodnie później wystartowała na światowych wojskowych igrzyskach sportowych, na których sięgnęła po złoty i srebrny medal na dystansach sprinterskich. W tym samym roku zadebiutowała na mistrzostwach świata. Podczas czempionatu w Daegu dotarła do półfinału obydwu krótkich dystansów sprinterskich, a wraz z koleżankami z reprezentacji zajęła 7. miejsce w sztafecie 4 × 100 metrów. Pod koniec października 2011 wystartowała na igrzyskach panamerykańskich w Guadalajarze. W biegu na 100 metrów uplasowała się tuż za podium, lecz na dwa razy dłuższym dystansie sięgnęła po złoty medal. Brazylijki triumfowały także w sztafecie 4 × 100 metrów, ustanawiając przy okazji ówczesny rekord Ameryki Południowej (42,85).
Na początku 2012 bez powodzenia startowała na halowym czempionacie globu w Stambule. W tym samym roku po raz pierwszy reprezentowała Brazylię na igrzyskach olimpijskich w Londynie. Bez awansu do półfinału zakończyła start na dystansie 200 metrów, a w biegu rozstawnym 4 × 100 metrów ekipa Brazylii zajęła 7. miejsce. W 2013 zdobyła komplet trzech złotych medali podczas mistrzostw Ameryki Południowej w Cartagena de Indias. Nieco ponad miesiąc później startowała na mistrzostwach świata w Moskwie, na których nie udało jej się awansować do finału żadnej konkurencji indywidualnej. W biegu rozstawnym 4 × 100 metrów Brazylijki ustanowiły w eliminacjach kolejny rekord kontynentu (42,29), lecz nie dobiegły na metę podczas finału tej konkurencji. 
W 2014 triumfowała na dystansie 100 metrów oraz w sztafecie 4 × 100 metrów podczas mistrzostw ibero-amerykańskich w São Paulo. Złota i srebrna medalistka czempionatu Ameryki Południowej z 2017.
20 marca 2010 po raz pierwszy w karierze pobiła rekord Ameryki Południowej – w Medellínie przebiegła dystans 100 metrów w czasie 11,17. Od tamtej pory jeszcze trzykrotnie poprawiała najlepszy wynik kontynentu południowoamerykańskiego i doprowadziła rekord do wyniku 11,05 (2013). 7 sierpnia 2011 w São Paulo ustanowiła aktualny rekord Ameryki Południowej na dystansie 200 metrów (22,48). Trzykrotnie wchodziła w skład brazylijskiej sztafety 4 × 100 metrów, która ustanawiała najlepszy rezultat kontynentu (do 42,29 w 2013). Zawodniczka ma więc na swoim koncie osiem rekordów Ameryki Południowej.
Wielokrotna złota medalistka mistrzostw Brazylii.

## Osiągnięcia
| Rok  | Impreza                                     | Miejsce             | Konkurencja             | Lokata     | Wynik   |
| ---- | ------------------------------------------- | ------------------- | ----------------------- | ---------- | ------- |
| 2006 | Młodzieżowe mistrzostwa Ameryki Południowej | Buenos Aires        | bieg na 100 metrów      | eliminacje | 12,02w  |
| 2006 | Młodzieżowe mistrzostwa Ameryki Południowej | Buenos Aires        | bieg na 200 metrów      | 6. miejsce | 24,54   |
| 2007 | Mistrzostwa Ameryki Południowej juniorów    | São Paulo           | bieg na 200 metrów      | 3. miejsce | 24,05   |
| 2007 | Mistrzostwa panamerykańskie juniorów        | São Paulo           | bieg na 200 metrów      | eliminacje | 24,38   |
| 2007 | Mistrzostwa panamerykańskie juniorów        | São Paulo           | sztafeta 4 × 100 metrów | 2. miejsce | 43,98   |
| 2008 | Młodzieżowe mistrzostwa Ameryki Południowej | Lima                | bieg na 100 metrów      | 2. miejsce | 12,09   |
| 2008 | Młodzieżowe mistrzostwa Ameryki Południowej | Lima                | bieg na 200 metrów      | 1. miejsce | 24,06   |
| 2008 | Mistrzostwa ibero-amerykańskie              | Iquique             | sztafeta 4 × 100 metrów | 2. miejsce | 44,99   |
| 2010 | Młodzieżowe mistrzostwa Ameryki Południowej | Medellín            | bieg na 100 metrów      | 1. miejsce | 11,33   |
| 2010 | Młodzieżowe mistrzostwa Ameryki Południowej | Medellín            | sztafeta 4 × 100 metrów | 1. miejsce | 44,47   |
| 2010 | Młodzieżowe mistrzostwa Ameryki Południowej | Medellín            | sztafeta 4 × 400 metrów | 2. miejsce | 3:40,68 |
| 2010 | Mistrzostwa ibero-amerykańskie              | San Fernando        | bieg na 100 metrów      | 1. miejsce | 11,38   |
| 2010 | Mistrzostwa ibero-amerykańskie              | San Fernando        | sztafeta 4 × 100 metrów | 1. miejsce | 43,97   |
| 2011 | Mistrzostwa Ameryki Południowej             | Buenos Aires        | bieg na 100 metrów      | 1. miejsce | 11,46   |
| 2011 | Mistrzostwa Ameryki Południowej             | Buenos Aires        | bieg na 200 metrów      | 1. miejsce | 23,18   |
| 2011 | Mistrzostwa Ameryki Południowej             | Buenos Aires        | sztafeta 4 × 100 metrów | 2. miejsce | 44,56   |
| 2011 | Światowe wojskowe igrzyska sportowe         | Rio de Janeiro      | bieg na 100 metrów      | 2. miejsce | 11,37   |
| 2011 | Światowe wojskowe igrzyska sportowe         | Rio de Janeiro      | bieg na 200 metrów      | 1. miejsce | 23,01   |
| 2011 | Mistrzostwa świata                          | Daegu               | bieg na 100 metrów      | półfinał   | 11,55   |
| 2011 | Mistrzostwa świata                          | Daegu               | bieg na 200 metrów      | półfinał   | 22,97   |
| 2011 | Mistrzostwa świata                          | Daegu               | sztafeta 4 × 100 metrów | 7. miejsce | 43,10   |
| 2011 | Igrzyska panamerykańskie                    | Guadalajara         | bieg na 100 metrów      | 4. miejsce | 11,35   |
| 2011 | Igrzyska panamerykańskie                    | Guadalajara         | bieg na 200 metrów      | 1. miejsce | 22,76   |
| 2011 | Igrzyska panamerykańskie                    | Guadalajara         | sztafeta 4 × 100 metrów | 1. miejsce | 42,85   |
| 2012 | Halowe mistrzostwa świata                   | Stambuł             | bieg na 60 metrów       | półfinał   | 7,36    |
| 2012 | Igrzyska olimpijskie                        | Londyn              | bieg na 200 metrów      | eliminacje | 23,40   |
| 2012 | Igrzyska olimpijskie                        | Londyn              | sztafeta 4 × 100 metrów | 7. miejsce | 42,91   |
| 2013 | Mistrzostwa Ameryki Południowej             | Cartagena de Indias | bieg na 100 metrów      | 1. miejsce | 11,21   |
| 2013 | Mistrzostwa Ameryki Południowej             | Cartagena de Indias | bieg na 200 metrów      | 1. miejsce | 22,70w  |
| 2013 | Mistrzostwa Ameryki Południowej             | Cartagena de Indias | sztafeta 4 × 100 metrów | 1. miejsce | 43,37   |
| 2013 | Mistrzostwa świata                          | Moskwa              | bieg na 100 metrów      | półfinał   | 11,25   |
| 2013 | Mistrzostwa świata                          | Moskwa              | bieg na 200 metrów      | eliminacje | 23,31   |
| 2013 | Mistrzostwa świata                          | Moskwa              | sztafeta 4 × 100 metrów | –          | DNF     |
| 2014 | Mistrzostwa ibero-amerykańskie              | São Paulo           | bieg na 100 metrów      | 1. miejsce | 11,13   |
| 2014 | Mistrzostwa ibero-amerykańskie              | São Paulo           | sztafeta 4 × 100 metrów | 1. miejsce | 42,92   |
| 2015 | Igrzyska panamerykańskie                    | Toronto             | bieg na 100 metrów      | 7. miejsce | 11,15   |
| 2017 | Mistrzostwa Ameryki Południowej             | Asunción            | bieg na 100 metrów      | 2. miejsce | 11,12w  |
| 2017 | Mistrzostwa Ameryki Południowej             | Asunción            | sztafeta 4 × 400 metrów | 1. miejsce | 43,12   |
| 2017 | Mistrzostwa świata                          | Londyn              | sztafeta 4 × 100 metrów | 7. miejsce | 42,63   |
| 2021 | World Athletics Relays                      | Chorzów             | sztafeta 4 x 100 metrów | eliminacje | DQ      |

## Rekordy życiowe
| Konkurencja              | Wynik        | Miejsce         | Data                         | Uwagi                                                 |
| ------------------------ | ------------ | --------------- | ---------------------------- | ----------------------------------------------------- |
| Bieg na 60 metrów (hala) | 7,36         | Stambuł         | 11 marca 2012                |                                                       |
| Bieg na 100 metrów       | 11,01 10,93w | Walnut Campinas | 18 kwietnia 2015 4 maja 2013 | były rekord Brazylii, były rekord Ameryki Południowej |
| Bieg na 200 metrów       | 22,48        | São Paulo       | 7 sierpnia 2011              | rekord Ameryki Południowej                            |